# Ribarice
Pour les articles homonymes, voir Ribarice (homonymie).
Ribarice (en serbe cyrillique : Рибарице) est un village de Serbie situé sur le territoire de la Ville de Loznica, district de Mačva. Au recensement de 2011, il comptait 334 habitants.

## Démographie
| 1948 | 1953 | 1961 | 1971 | 1981 | 1991 | 2002 | 2011 |
| ---- | ---- | ---- | ---- | ---- | ---- | ---- | ---- |
| 654  | 676  | 655  | 595  | 522  | 456  | 407  | 334  |

|  |